# Claire Holt
Claire Rhiannon Holt, född 11 juni 1988, i Brisbane i Queensland, är en australisk skådespelerska. Hon är känd för sina roller som Emma Gilbert i TV-serien H20: Just Add Water, Samara Cook i TV-serien Pretty Little Liars, Chastity Meyer i filmen Mean Girls 2, Rebekah Mikaelson i TV-serien The Vampire Diaries (även i spinofferna The Originals och Legacies) och Kate i skräckfilmen 47 Meters Down.

## Skådespelarkarriär
År 2006 fick Holt rollen som "Emma Gilbert" i serien H2O: Just Add Water av TV-bolaget Network Ten Australia. Serien har erhållit en Logie Award och Nickelodeon Australia Kids' Choice Awards. Trots att en tredje säsong var planerad, valde Holt att lämna serien vid slutet av säsong 2 efter att ha skrivit på kontraktet för filmen Messengers 2: The Scarecrow, uppföljaren till The Messengers från 2007. Inspelningen ägde rum i Sofia under 2008. Filmen släpptes direkt på DVD den 21 juli 2009. Holt är aktuell i den populära tv-serien The Vampire Diaries och The Originals där hon spelar Klaus syster Rebekah.
Förutom roller på TV och film har Holt även medverkat i reklam för bland annat Dreamworld, Sizzler och Queensland Lifesaving.

## Privatliv
Claire Holt tog examen vid Stuartholme School i Toowong i slutet av 2005. Hon är aktiv inom flera sporter, bland annat simning, volleyboll och vattenpolo, och hon har även svart bälte i taekwondo. När hon var yngre var hon också medlem i skolkören, och på fritiden brukar hon fortfarande sjunga samt spela piano och gitarr. Hon har även studerat teater och skådespeleri, både i skolan och privat för att förbättra sina förmågor.

## Filmografi
- 2006–2008 - H2O: Just Add Water - Emma Gilbert
- 2009 - The Messengers 2: The Scarecrow - Lindsay Rollins
- 2011 - Mean Girls 2 - Chastity Meyer
- 2011 -  The Vampire Diaries - Rebekah Mikaelson
- 2012 -  The Vampire Diaries - Rebekah Mikaelson
- 2012 - Pretty Little Liars - Samara Cook
- 2013 - The Vampire Diaries - Rebekah Mikaelson
- 2013 - The Originals - Rebekah Mikaelson
- 2017 - 47 Meters Down - Kate